# Tawa
Tawa és un riu de Madhya Pradesh que neix a les muntanyes Satpura al districte d'Hoshangabad a uns 25 km de la ciutat d'Hoshangabad i corre en direcció al sud regant una àmplia zona i seguint per un canal ample i arenós fins a trobar al riu Narmada (Nerbudda, Narbada) a 22° 48′ N, 77° 49′ E / 22.800°N,77.817°E a no gaire distància (uns 6 o 7 km) d'Hoshangabad, en el lloc on hi ha un temple.